# George Adomian
George Adomian (1922. március 21. – 1996. június 18.) örmény származású amerikai matematikus, nevéhez fűződik az Adomian-féle felbontási eljárás a közönséges és a parciális nemlineáris differenciálegyenletek megoldásához. 
1966 és 1989 között a Georgia Egyetemen tanított. Megalapította az alkalmazott matematikai központot. Adomian egyszersmind űrtechnológiai mérnök is volt.

## Könyvei
- G. Adomian: Stochastic Systems, Academic Press, 1983
- G. Adomian: Nonlinear Stochastic Operator Equations, Academic Press, 1986
- G. Adomian: Nonlinear Stochastic Systems Theory and Applications to Physics, Kluwer Academic Publishers, 1989

## Fordítás
- Ez a szócikk részben vagy egészben  a   George Adomian című angol Wikipédia-szócikk fordításán alapul.  Az eredeti cikk szerkesztőit annak laptörténete sorolja fel. Ez a jelzés csupán a megfogalmazás eredetét és a szerzői jogokat jelzi, nem szolgál a cikkben szereplő információk forrásmegjelöléseként.